# EU-motståndarna
EU-motståndarna var en tvärpolitisk lista, som ställde upp i Europaparlamentsvalet 2004 med kandidater från de flesta riksdagspartier. 
EU-motståndarna fick 15 505 röster (0,62 %).

## Politik
Organisationens mål var att stå för en kritisk röst i Europaparlamentet samt att i förlängningen få till ett utträde av Sverige ur unionen.
EU-motståndarna gick till val med en valplattform i sju punkter :
1. Ja till svenskt utträde ur EU
2. Ja till fördjupat nordiskt, alleuropeiskt och globalt samarbete
3. Ja till nationell självständighet och gränskontroll
4. Ja till folkomröstning om EU:s konstitution och fördragsändring som ökar EU:s makt
5. Ja till att återta makt och beslut från EU-nivå till nationell nivå
6. Nej till EU-konstitution, valutaunionen EMU, militärunion och skatteunion
7. Nej till den framväxande EU-staten och ett framtida Europas förenta stater

## Kandidater på valsedeln
1. Bengt Åke Berg, 59 år, Jönköping, adjunkt, kommunpolitiker (v)
2. Therese Rajaniemi, 39 år, Hofors, programmerare, webbdesigner (s)
3. Jörgen Bengtson, 49 år, Hudiksvall, projektledare, fd chefredaktör (c)
4. Ingela Mårtensson, 64 år, Göteborg, utredare, fd riksdagsledamot (fp)
5. Johan Lindblad, 36 år, Mariefred, nordisk projektledare (opolitisk)
6. Inger Paulsson, 62 år, Sundsvall, socionom (mp)
7. Björn Wahllöf, 63 år, Borås, kommunalråd (lokalpartiet vägvalet)
8. Eva Bovin, 59 år, Näsviken, Hälsingland, lärare, partigrundare (mp)
9. Rolf H Lindholm, 70 år, Norrtälje, juris doktor, fd minister i UD
10. Lena Bergils, 62 år, Norrbo, antikvarie, programansvarig EU-projekt (opolitisk)
11. Tage Påhlsson, 66 år, Ånge, oppositionsråd, fd riksdagsledamot (c)
12. Lena Husén, 53 år, Hudiksvall, företagare, kulturpolitiker (c)
13. Anders Engqvist, 58 år, Matfors, företagare (mp)
14. Yvonne Andersson, 53 år, Forsa, företagare, kommun- och landstingsled (c)
15. Mikael Hansson, 39 år, Trollhättan, undersköterska
16. Ulla Carlstedt, 59 år, Ljusdal, fd studieorganisatör (fd c)
17. Kjell Edman, 70 år, Strömsund, fd postmästare, fd oppositionsråd (c)
18. Therese Karlsson, 23 år, Tumba, vårdbiträde (opolitisk)
19. Phär Stefansson, 68 år, Hörby, bonde, kommunfullmäktigeled (fd kd)
20. Ann Norderhaug, 60 år, Nøtterøy, Norge, forskare (opolitisk)
21. Johan Hasselberg, 44 år, Kalix, journalist (c)
22. Margareta Linderoth Bekmose, 66 år, Køge, Danmark, arkeolog (opol)
23. Per Melander, 38 år, Katrineholm, verksamhetschef
24. Bengt Johansson, 56 år, Järfälla, elevassistent (opolitisk)
25. Benny Österholm, 54 år, Sundsvall, hamnarbetare (opolitisk)
26. Gunnar Petersén, 71 år, pensionär, Åre (partiet Det fria folkets röst)
27. MaLou Lindholm, 55 år, Karlskrona, lärare, fd EU-parlamentariker (mp)